# Szerbia a 2012. évi nyári olimpiai játékokon
Szerbia a nagy-britanniai Londonban megrendezett 2012. évi nyári olimpiai játékok egyik részt vevő nemzete volt. Az országot az olimpián 15 sportágban 119 sportoló képviselte, akik összesen 4 érmet szereztek.

## Érmesek
| Érem  | Versenyző | Sportág       | Versenyszám              |
| ----- | --- | ------------- | ------------------------ |
| Arany | Milica Mandić | Taekwondo     | Női nehézsúly            |
| Ezüst | Ivana Maksimović | Sportlövészet | Női sportpuska összetett |
| Bronz | Andrija Zlatić | Sportlövészet | Férfi légpisztoly        |
| Bronz | Nemzeti válogatott Milan Aleksić Filip Filipović Živko Gocić Dušan Mandić Stefan Mitrović Slobodan Nikić Duško Pijetlović Gojko Pijetlović Andrija Prlainović Nikola Rađen Aleksa Šaponjić Slobodan Soro Vanja Udovičić | Vízilabda     | Férfi                    |

## Asztalitenisz
Férfi
| Versenyző              | Versenyszám | Selejtező         | 64-es főtábla                                          | 48-as főtábla                                          | 32-es főtábla     | Nyolcaddöntő      | Negyeddöntő       | Elődöntő          | Döntő             | Helyezés |
| Versenyző              | Versenyszám | Ellenfél Eredmény | Ellenfél Eredmény                                      | Ellenfél Eredmény                                      | Ellenfél Eredmény | Ellenfél Eredmény | Ellenfél Eredmény | Ellenfél Eredmény | Ellenfél Eredmény | Helyezés |
| ---------------------- | ----------- | ----------------- | ------------------------------------------------------ | ------------------------------------------------------ | ----------------- | ----------------- | ----------------- | ----------------- | ----------------- | -------- |
| Aleksandar Karakašević | Egyes       | erőnyerő          | erőnyerő                                               | Zwickl Dániel (HUN) · 10–12, 10–12, 12–10, 8–11, 10–12 | kiesett           | kiesett           | kiesett           | kiesett           | kiesett           | 33.      |
| Marko Jevtović         | Egyes       | erőnyerő          | Jean-Michel Saive (BEL) · 3–11, 11–8, 7–11, 6–11, 8–11 | kiesett                                                | kiesett           | kiesett           | kiesett           | kiesett           | kiesett           | 49.      |

## Atlétika
Férfi
| Versenyző         | Versenyszám     | Előfutam | Előfutam | Előfutam | Elődöntő | Elődöntő | Elődöntő | Döntő         | Döntő         |
| Versenyző         | Versenyszám     | Idő      | Hely.    | Össz.    | Idő      | Hely.    | Össz.    | Idő           | Helyezés      |
| ----------------- | --------------- | -------- | -------- | -------- | -------- | -------- | -------- | ------------- | ------------- |
| Darko Živanović   | Maraton         |          |          |          |          |          |          | nem ért célba | nem ért célba |
| Emir Bekrić       | 400 m gát       | 49,21    | 2.       | 10.      | 49,62    | 4.       | 14.      | kiesett       | kiesett       |
| Predrag Filipović | 20 km gyaloglás |          |          |          |          |          |          | 1:27:22       | 48.           |
| Nenad Filipović   | 50 km gyaloglás |          |          |          |          |          |          | nem ért célba | nem ért célba |

| Versenyző       | Versenyszám | Selejtező                | Selejtező                | Döntő    | Döntő    |
| Versenyző       | Versenyszám | Eredmény                 | Helyezés                 | Eredmény | Helyezés |
| --------------- | ----------- | ------------------------ | ------------------------ | -------- | -------- |
| Dragutin Topić  | Magasugrás  | érvényes kísérlet nélkül | érvényes kísérlet nélkül | kiesett  | kiesett  |
| Asmir Kolašinac | Súlylökés   | 20,44 m                  | 8.                       | 20,71 m  | 7.       |

| Versenyző    | Versenyszám | 100 m | 100 m | Távolugrás | Távolugrás | Súlylökés | Súlylökés | Magasugrás | Magasugrás | 400 m            | 400 m            | 110 m gát        | 110 m gát        | Diszkoszvetés    | Diszkoszvetés    | Rúdugrás         | Rúdugrás         | Gerelyhajítás    | Gerelyhajítás    | 1500 m           | 1500 m           | Végeredmény   | Végeredmény   |
| Versenyző    | Versenyszám | Idő   | Pont  | Eredmény   | Pont       | Eredmény  | Pont      | Eredmény   | Pont       | Idő              | Pont             | Idő              | Pont             | Eredmény         | Pont             | Eredmény         | Pont             | Eredmény         | Pont             | Idő              | Pont             | Pont          | Helyezés      |
| ------------ | ----------- | ----- | ----- | ---------- | ---------- | --------- | --------- | ---------- | ---------- | ---------------- | ---------------- | ---------------- | ---------------- | ---------------- | ---------------- | ---------------- | ---------------- | ---------------- | ---------------- | ---------------- | ---------------- | ------------- | ------------- |
| Mihail Dudaš | Tízpróba    | 10,90 | 883   | 753 cm     | 942        | 13,76     | 714       | 196 cm     | 767        | nem állt rajthoz | nem állt rajthoz | nem állt rajthoz | nem állt rajthoz | nem állt rajthoz | nem állt rajthoz | nem állt rajthoz | nem állt rajthoz | nem állt rajthoz | nem állt rajthoz | nem állt rajthoz | nem állt rajthoz | nem ért célba | nem ért célba |

Női
| Versenyző      | Versenyszám | Előfutam | Előfutam | Előfutam | Elődöntő | Elődöntő | Elődöntő | Döntő         | Döntő         |
| Versenyző      | Versenyszám | Idő      | Hely.    | Össz.    | Idő      | Hely.    | Össz.    | Idő           | Helyezés      |
| -------------- | ----------- | -------- | -------- | -------- | -------- | -------- | -------- | ------------- | ------------- |
| Marina Munćan  | 1500 m      | 4:11,25  | 11.      | 21.      | kiesett  | kiesett  | kiesett  | kiesett       | kiesett       |
| Ana Subotić    | Maraton     |          |          |          |          |          |          | 2:38:22       | 71.           |
| Olivera Jevtić | Maraton     |          |          |          |          |          |          | nem ért célba | nem ért célba |

| Versenyző              | Versenyszám   | Selejtező | Selejtező | Döntő    | Döntő    |
| Versenyző              | Versenyszám   | Eredmény  | Helyezés  | Eredmény | Helyezés |
| ---------------------- | ------------- | --------- | --------- | -------- | -------- |
| Ivana Španović         | Távolugrás    | 641 cm    | 11.       | 635 cm   | 11.      |
| Biljana Mitrović-Topić | Hármasugrás   | 13,66 m   | 25.       | kiesett  | kiesett  |
| Dragana Tomašević      | Diszkoszvetés | 60,53 m   | 19.       | kiesett  | kiesett  |
| Tatjana Jelača         | Gerelyhajítás | 57,09 m   | 26.       | kiesett  | kiesett  |

## Birkózás

### Férfi
Kötöttfogású
| Versenyző             | Versenyszám | Selejtező                          | Nyolcaddöntő      | Negyeddöntő       | Elődöntő          | Vigaszág első kör | Vigaszág elődöntő | Bronz- mérkőzés   | Döntő             | Helyezés |
| Versenyző             | Versenyszám | Ellenfél Eredmény                  | Ellenfél Eredmény | Ellenfél Eredmény | Ellenfél Eredmény | Ellenfél Eredmény | Ellenfél Eredmény | Ellenfél Eredmény | Ellenfél Eredmény | Helyezés |
| --------------------- | ----------- | ---------------------------------- | ----------------- | ----------------- | ----------------- | ----------------- | ----------------- | ----------------- | ----------------- | -------- |
| Aleksandar Maksimović | 66 kg       | Darhan Bajahmetov (KAZ) · 0–1, 0–1 | kiesett           | kiesett           | kiesett           |                   |                   |                   |                   | 16.      |

## Cselgáncs
Férfi
| Versenyző          | Versenyszám | Selejtező         | 32-es főtábla                       | Nyolcaddöntő                         | Negyeddöntő       | Elődöntő          | Vigaszág elődöntő | Bronz- mérkőzés   | Döntő             | Helyezés |
| Versenyző          | Versenyszám | Ellenfél Eredmény | Ellenfél Eredmény                   | Ellenfél Eredmény                    | Ellenfél Eredmény | Ellenfél Eredmény | Ellenfél Eredmény | Ellenfél Eredmény | Ellenfél Eredmény | Helyezés |
| ------------------ | ----------- | ----------------- | ----------------------------------- | ------------------------------------ | ----------------- | ----------------- | ----------------- | ----------------- | ----------------- | -------- |
| Dmitry Gerasimenko | Középsúly   |                   | Kinapeya Kone (CIV) · 100(0)–000(0) | Asley González (CUB) · 000(2)–001(1) | kiesett           | kiesett           |                   |                   |                   | 9.       |

## Evezés
Férfi
| Versenyző                                           | Versenyszám              | Előfutam | Előfutam | Vigaszág | Vigaszág | Elődöntő | Elődöntő | Elődöntő | Döntő | Döntő      | Döntő      | Helyezés |
| Versenyző                                           | Versenyszám              | Idő      | Hely.    | Idő      | Hely.    | Típus    | Idő      | Hely.    | Típus | Idő        | Hely.      | Helyezés |
| --------------------------------------------------- | ------------------------ | -------- | -------- | -------- | -------- | -------- | -------- | -------- | ----- | ---------- | ---------- | -------- |
| Nenad Beđik Nikola Stojić                           | Kormányos nélküli kettes | 6:23,87  | 4.       | 6:26,61  | 2.       | A/B      | 7:07,78  | 6.       | B     | nem indult | nem indult | 12.      |
| Miloš Vasić Radoje Đerić Miljan Vuković Goran Jagar | Kormányos nélküli négyes | 5:53,35  | 5.       | 6:01,97  | 1.       | A/B      | 6:07,41  | 6.       | B     | 6:11,94    | 4.         | 10.      |

## Kajak-kenu

### Síkvízi
Férfi
| Versenyző                                                   | Versenyszám         | Előfutam | Előfutam | Előfutam | Elődöntő | Elődöntő | Elődöntő | Döntő   | Döntő    | Döntő    | Helyezés |
| Versenyző                                                   | Versenyszám         | Idő      | Hely.    | Össz.    | Idő      | Hely.    | Össz.    | Típus   | Idő      | Helyezés | Helyezés |
| ----------------------------------------------------------- | ------------------- | -------- | -------- | -------- | -------- | -------- | -------- | ------- | -------- | -------- | -------- |
| Marko Novaković                                             | Kajak egyes 200 m   | 35,212   | 2.       | 2.       | 36,293   | 3.       | 7.       | A       | 37,094   | 7.       | 7.       |
| Marko Tomićević                                             | Kajak egyes 1000 m  | 3:30,693 | 2.       | 3.       | 3:43,589 | 7.       | 15.      | B       | 3:30,754 | 2.       | 10.      |
| Milenko Zorić Ervin Holpert Aleksandar Aleksić Dejan Terzić | Kajak négyes 1000 m | 3:21,437 | 5.       | 10.      | 2:56,346 | 7.       | 7.       | kiesett | kiesett  | kiesett  | 9.       |

Női
| Versenyző                                                         | Versenyszám        | Előfutam | Előfutam | Előfutam | Elődöntő | Elődöntő | Elődöntő | Döntő   | Döntő    | Döntő    | Helyezés |
| Versenyző                                                         | Versenyszám        | Idő      | Hely.    | Össz.    | Idő      | Hely.    | Össz.    | Típus   | Idő      | Helyezés | Helyezés |
| ----------------------------------------------------------------- | ------------------ | -------- | -------- | -------- | -------- | -------- | -------- | ------- | -------- | -------- | -------- |
| Nikolina Moldovan                                                 | Kajak egyes 200 m  | 42,383   | 3.       | 7.       | 42,394   | 4.       | 16.      | B       | 45,064   | 3.       | 11.      |
| Nikolina Moldovan Olivera Moldovan                                | Kajak kettes 500 m | 1:44,335 | 3.       | 4.       | 1:43,586 | 4.       | 9.       | A       | 1:48,941 | 8.       | 8.       |
| Antonija Horvat-Panda Antonija Nađ Renata Major-Kubik Marta Tibor | Kajak négyes 500 m | 1:40,756 | 5.       | 10.      | 1:33,823 | 7.       | 7.       | kiesett | kiesett  | kiesett  | 10.      |

## Kerékpározás

### Országúti kerékpározás
Férfi
| Versenyző   | Versenyszám   | Idő              | Helyezés |
| ----------- | ------------- | ---------------- | -------- |
| Ivan Stević | Mezőnyverseny | 5:46:37 (+0:40)  | 54.      |
| Gabor Kasa  | Mezőnyverseny | 6:07:43 (+21:46) | 113.     |

## Kézilabda

### Férfi
| Szerb férfi kézilabdacsapat-játékoskeret | Szerb férfi kézilabdacsapat-játékoskeret                                                                |
| --- | --- |
| - Bojan Beljanski - Dalibor Cutura - Momir Ilić - Nikola Manojlović - Dragan Marjanac - Dobrivoje Marković - Ivan Nikčević - Rajko Prodanović | - Momir Rnić - Žarko Šešum - Darko Stanić - Ivan Stanković - Alem Toskić - Nenad Vučković - Marko Vujin |

#### Eredmények
Csoportkör
B csoport
| Csapat              | M | Gy | D | V | G+  | G–  | Gk  | P  |
| ------------------- | - | -- | - | - | --- | --- | --- | -- |
| Horvátország (CRO)  | 5 | 5  | 0 | 0 | 150 | 109 | +41 | 10 |
| Dánia (DEN)         | 5 | 4  | 0 | 1 | 124 | 129 | −5  | 8  |
| Spanyolország (ESP) | 5 | 3  | 0 | 2 | 140 | 126 | +14 | 6  |
| Magyarország (HUN)  | 5 | 2  | 0 | 3 | 114 | 128 | −14 | 4  |
| Szerbia (SRB)       | 5 | 1  | 0 | 4 | 120 | 131 | −11 | 2  |
| Dél-Korea (KOR)     | 5 | 0  | 0 | 5 | 115 | 140 | −25 | 0  |

| 2012. július 29. 16:15 (17:15) | Spanyolország (ESP) | 26–21       | Szerbia (SRB) | Copper Box, London Nézőszám: 4600 Játékvezetők: Abrahamsen, Kristiansen (NOR) |
| 2012. július 29. 16:15 (17:15) | Sarmiento 5         | (10–14)     | Ilić 6        | Copper Box, London Nézőszám: 4600 Játékvezetők: Abrahamsen, Kristiansen (NOR) |
| 2012. július 29. 16:15 (17:15) | 5× 3×               | Jegyzőkönyv | 5× 3×         | Copper Box, London Nézőszám: 4600 Játékvezetők: Abrahamsen, Kristiansen (NOR) |

| 2012. július 31. 16:15 (17:15) | Szerbia (SRB) | 23–31       | Horvátország (CRO) | Copper Box, London Nézőszám: 4827 Játékvezetők: Horáček, Novotný (CZE) |
| 2012. július 31. 16:15 (17:15) | Vujin 6       | (9–13)      | Čupić 8            | Copper Box, London Nézőszám: 4827 Játékvezetők: Horáček, Novotný (CZE) |
| 2012. július 31. 16:15 (17:15) | 3× 4×         | Jegyzőkönyv | 4× 3×              | Copper Box, London Nézőszám: 4827 Játékvezetők: Horáček, Novotný (CZE) |

| 2012. augusztus 2. 19:30 (20:30) | Szerbia (SRB) | 25–26       | Dánia (DEN) | Copper Box, London Nézőszám: 4504 Játékvezetők: Geipel, Helbig (GER) |
| 2012. augusztus 2. 19:30 (20:30) | Vujin 7       | (11–13)     | Hansen 7    | Copper Box, London Nézőszám: 4504 Játékvezetők: Geipel, Helbig (GER) |
| 2012. augusztus 2. 19:30 (20:30) | 7× 3×         | Jegyzőkönyv | 3× 2×       | Copper Box, London Nézőszám: 4504 Játékvezetők: Geipel, Helbig (GER) |

| 2012. augusztus 4. 11:15 (12:15) | Dél-Korea (KOR) | 22–28       | Szerbia (SRB)      | Copper Box, London Nézőszám: 4525 Játékvezetők: J. Bonaventura, C. Bonaventura (FRA) |
| 2012. augusztus 4. 11:15 (12:15) | Csong Han 6     | (10–12)     | Nikčević, Toskić 5 | Copper Box, London Nézőszám: 4525 Játékvezetők: J. Bonaventura, C. Bonaventura (FRA) |
| 2012. augusztus 4. 11:15 (12:15) | 2× 3×           | Jegyzőkönyv | 1× 6×              | Copper Box, London Nézőszám: 4525 Játékvezetők: J. Bonaventura, C. Bonaventura (FRA) |

| 2012. augusztus 6. 9:30 (10:30) | Magyarország (HUN) | 26–23       | Szerbia (SRB)      | Copper Box, London Nézőszám: 4159 Játékvezetők: Abrahamsen, Kristiansen (NOR) |
| 2012. augusztus 6. 9:30 (10:30) | Mocsai 9           | (9–11)      | Ilić, Prodanović 5 | Copper Box, London Nézőszám: 4159 Játékvezetők: Abrahamsen, Kristiansen (NOR) |
| 2012. augusztus 6. 9:30 (10:30) | 3× 4×              | Jegyzőkönyv | 4× 3×              | Copper Box, London Nézőszám: 4159 Játékvezetők: Abrahamsen, Kristiansen (NOR) |

| Csapat        | Helyezés |
| ------------- | -------- |
| Szerbia (SRB) | 9.       |

## Ökölvívás
Férfi
| Versenyző           | Versenyszám | Selejtező                   | Nyolcaddöntő               | Negyeddöntő       | Elődöntő          | Döntő             | Helyezés |
| Versenyző           | Versenyszám | Ellenfél Eredmény           | Ellenfél Eredmény          | Ellenfél Eredmény | Ellenfél Eredmény | Ellenfél Eredmény | Helyezés |
| ------------------- | ----------- | --------------------------- | -------------------------- | ----------------- | ----------------- | ----------------- | -------- |
| Aleksandar Drenovak | Középsúly   | Marlo Delgado (ECU) · 13–12 | Adem Kılıççı (TUR) · 11–20 | kiesett           | kiesett           | kiesett           | 9.       |

## Röplabda

### Férfi
| Szerb férfi röplabdacsapat-játékoskeret                                                                   | Szerb férfi röplabdacsapat-játékoskeret                                                              |
| --- | --- |
| - Aleksandar Atanasijević - Bojan Janić - Nikola Kovačević - Uroš Kovačević - Mihajlo Mitić - Miloš Nikić | - Vlado Petković - Marko Podraščanin - Milan Rašić - Nikola Rosić - Dragan Stanković - Saša Starović |

#### Eredmények
Csoportkör
B csoport
|                        |      | Mérkőzések | Mérkőzések | Szettek | Szettek | Szettek | Pontok | Pontok | Pontok |
| Csapat                 | Pont | Gy         | V          | Sz+     | Sz–     | SzA     | P+     | P–     | PA     |
| ---------------------- | ---- | ---------- | ---------- | ------- | ------- | ------- | ------ | ------ | ------ |
| Egyesült Államok (USA) | 13   | 4          | 1          | 14      | 4       | 3,500   | 427    | 370    | 1,154  |
| Brazília (BRA)         | 11   | 4          | 1          | 13      | 5       | 2,600   | 418    | 379    | 1,103  |
| Oroszország (RUS)      | 11   | 4          | 1          | 12      | 5       | 2,400   | 408    | 352    | 1,159  |
| Németország (GER)      | 5    | 2          | 3          | 6       | 11      | 0,545   | 379    | 388    | 0,977  |
| Szerbia (SRB)          | 5    | 1          | 4          | 7       | 13      | 0,538   | 413    | 455    | 0,908  |
| Tunézia (TUN)          | 0    | 0          | 5          | 1       | 15      | 0,067   | 294    | 395    | 0,744  |

| 2012. július 29. 16:45 (17:45) | Egyesült Államok (USA)            | 3–0 | Szerbia (SRB) | Earls Court Exhibition Centre, London Nézőszám: 12 000 Játékvezető: Hóbor Béla (HUN), Denny Lassi (DOM) |
| 2012. július 29. 16:45 (17:45) | (25–17, 25–22, 25–21) Jegyzőkönyv |     |               | Earls Court Exhibition Centre, London Nézőszám: 12 000 Játékvezető: Hóbor Béla (HUN), Denny Lassi (DOM) |

| 2012. július 31. 9:30 (10:30) | Szerbia (SRB)                            | 3–1 | Tunézia (TUN) | Earls Court Exhibition Centre, London Nézőszám: 10 500 Játékvezető: Denny Cespedes (DOM), Jose Velez (PUR) |
| 2012. július 31. 9:30 (10:30) | (25–15, 25–21, 20–25, 25–18) Jegyzőkönyv |     |               | Earls Court Exhibition Centre, London Nézőszám: 10 500 Játékvezető: Denny Cespedes (DOM), Jose Velez (PUR) |

| 2012. augusztus 2. 9:30 (10:30) | Szerbia (SRB)                                   | 2–3 | Németország (GER) | Earls Court Exhibition Centre, London Nézőszám: 14 000 Játékvezető: Hóbor Béla (HUN), Rolando Cholakian (ARG) |
| 2012. augusztus 2. 9:30 (10:30) | (25–22, 29–27, 18–25, 20–25, 18–20) Jegyzőkönyv |     |                   | Earls Court Exhibition Centre, London Nézőszám: 14 000 Játékvezető: Hóbor Béla (HUN), Rolando Cholakian (ARG) |

| 2012. augusztus 4. 22:00 (23:00) | Brazília (BRA)                                 | 3–2 | Szerbia (SRB) | Earls Court Exhibition Centre, London Nézőszám: 11 000 Játékvezető: Vang Ning (CHN), Simone Santi (ITA) |
| 2012. augusztus 4. 22:00 (23:00) | (22–25, 25–15, 20–25, 25–22, 15–9) Jegyzőkönyv |     |               | Earls Court Exhibition Centre, London Nézőszám: 11 000 Játékvezető: Vang Ning (CHN), Simone Santi (ITA) |

| 2012. augusztus 6. 11:30 (12:30) | Oroszország (RUS)                 | 3–0 | Szerbia (SRB) | Earls Court Exhibition Centre, London Nézőszám: 12 000 Játékvezető: Rolando Cholakian (ARG), Susana Rodriguez (ESP) |
| 2012. augusztus 6. 11:30 (12:30) | (25–15, 25–20, 25–17) Jegyzőkönyv |     |               | Earls Court Exhibition Centre, London Nézőszám: 12 000 Játékvezető: Rolando Cholakian (ARG), Susana Rodriguez (ESP) |

| Csapat        | Helyezés |
| ------------- | -------- |
| Szerbia (SRB) | 9.       |

### Női
| Szerb női röplabdacsapat-játékoskeret                                                                              | Szerb női röplabdacsapat-játékoskeret                                                                    |
| --- | --- |
| - Jelena Blagojević - Jovana Brakočević - Suzana Ćebić - Ivana Đerisilo - Nataša Krasmanović - Brankica Mihajlović | - Maja Ognjenović - Milena Rašić - Sanja Starović - Stefana Veljković - Jovana Vesović - Bojana Živković |

#### Eredmények
Csoportkör
B csoport
|                        |      | Mérkőzések | Mérkőzések | Szettek | Szettek | Szettek | Pontok | Pontok | Pontok |
| Csapat                 | Pont | Gy         | V          | Sz+     | Sz–     | SzA     | P+     | P–     | PA     |
| ---------------------- | ---- | ---------- | ---------- | ------- | ------- | ------- | ------ | ------ | ------ |
| Egyesült Államok (USA) | 15   | 5          | 0          | 12      | 2       | 6,000   | 349    | 285    | 1,225  |
| Kína (CHN)             | 9    | 3          | 2          | 11      | 10      | 1,100   | 363    | 356    | 1,020  |
| Dél-Korea (KOR)        | 8    | 2          | 3          | 11      | 10      | 1,100   | 344    | 340    | 1,012  |
| Brazília (BRA)         | 7    | 3          | 2          | 10      | 10      | 1,000   | 447    | 420    | 1,064  |
| Törökország (TUR)      | 6    | 2          | 3          | 9       | 8       | 1,125   | 374    | 366    | 1,022  |
| Szerbia (SRB)          | 0    | 0          | 5          | 2       | 15      | 0,133   | 297    | 407    | 0,730  |

| 2012. július 28. 11:30 (12:30) | Kína (CHN)                               | 3–1 | Szerbia (SRB) | Earls Court Exhibition Centre, London Nézőszám: 13 000 Játékvezető: Susana Rodriguez (ESP), Ibrahim Al-Naama (QAT) |
| 2012. július 28. 11:30 (12:30) | (16–25, 25–18, 25–13, 25–12) Jegyzőkönyv |     |               | Earls Court Exhibition Centre, London Nézőszám: 13 000 Játékvezető: Susana Rodriguez (ESP), Ibrahim Al-Naama (QAT) |

| 2012. július 30. 11:30 (12:30) | Szerbia (SRB)                            | 1–3 | Dél-Korea (KOR) | Earls Court Exhibition Centre, London Nézőszám: 7500 Játékvezető: Brian McDougall (GBR), Simone Santi (ITA) |
| 2012. július 30. 11:30 (12:30) | (12–25, 16–25, 25–16, 21–25) Jegyzőkönyv |     |                 | Earls Court Exhibition Centre, London Nézőszám: 7500 Játékvezető: Brian McDougall (GBR), Simone Santi (ITA) |

| 2012. augusztus 1. 14:45 (15:45) | Szerbia (SRB)                     | 0–3 | Törökország (TUR) | Earls Court Exhibition Centre, London Nézőszám: 11 500 Játékvezető: Susana Rodriguez (ESP), Simone Santi (ITA) |
| 2012. augusztus 1. 14:45 (15:45) | (20–25, 12–25, 21–25) Jegyzőkönyv |     |                   | Earls Court Exhibition Centre, London Nézőszám: 11 500 Játékvezető: Susana Rodriguez (ESP), Simone Santi (ITA) |

| 2012. augusztus 3. 20:00 (21:00) | Egyesült Államok (USA)            | 3–0 | Szerbia (SRB) | Earls Court Exhibition Centre, London Nézőszám: 9000 Játékvezető: Karin Zahorcova (CZE), Susana Rodriguez (ESP) |
| 2012. augusztus 3. 20:00 (21:00) | (25–17, 25–20, 25–16) Jegyzőkönyv |     |               | Earls Court Exhibition Centre, London Nézőszám: 9000 Játékvezető: Karin Zahorcova (CZE), Susana Rodriguez (ESP) |

| 2012. augusztus 5. 22:00 (23:00) | Brazília (BRA)                    | 3–0 | Szerbia (SRB) | Earls Court Exhibition Centre, London Nézőszám: 8000 Játékvezető: Karin Zahorcova (CZE), Tano Akihiko (JPN) |
| 2012. augusztus 5. 22:00 (23:00) | (25–10, 25–22, 25–16) Jegyzőkönyv |     |               | Earls Court Exhibition Centre, London Nézőszám: 8000 Játékvezető: Karin Zahorcova (CZE), Tano Akihiko (JPN) |

| Csapat        | Helyezés |
| ------------- | -------- |
| Szerbia (SRB) | 11.      |

## Sportlövészet
Férfi
| Versenyző           | Versenyszám           | Selejtező | Selejtező | Döntő   | Döntő    |
| Versenyző           | Versenyszám           | Pont      | Helyezés  | Pont    | Helyezés |
| ------------------- | --------------------- | --------- | --------- | ------- | -------- |
| Andrija Zlatić      | Légpisztoly           | 585       | 3.        | 685,2   |          |
| Andrija Zlatić      | Szabadpisztoly        | 564       | 3.        | 655,9   | 6.       |
| Nemanja Mirosavljev | Légpuska              | 591       | 30.       | kiesett | kiesett  |
| Nemanja Mirosavljev | Sportpuska, összetett | 1162      | 23.       | kiesett | kiesett  |
| Nemanja Mirosavljev | Sportpuska, fekvő     | 595       | 10.*      | kiesett | kiesett  |

Női
| Versenyző         | Versenyszám           | Selejtező | Selejtező | Döntő   | Döntő    |
| Versenyző         | Versenyszám           | Pont      | Helyezés  | Pont    | Helyezés |
| ----------------- | --------------------- | --------- | --------- | ------- | -------- |
| Bobana Veličković | Légpisztoly           | 379       | 22.       | kiesett | kiesett  |
| Zorana Arunović   | Légpisztoly           | 385       | 5.        | 483,5   | 7.       |
| Zorana Arunović   | Sportpisztoly         | 583       | 8.        | 787,3   | 4.       |
| Jasna Šekarić     | Sportpisztoly         | 579       | 18.       | kiesett | kiesett  |
| Andrea Arsović    | Sportpuska, összetett | 577       | 27.       | kiesett | kiesett  |
| Andrea Arsović    | Légpuska              | 395       | 15.       | kiesett | kiesett  |
| Ivana Maksimović  | Légpuska              | 392       | 37.       | kiesett | kiesett  |
| Ivana Maksimović  | Sportpuska, összetett | 590       | 2.        | 687,5   |          |

* - nyolc másik versenyzővel azonos eredményt ért el, szétlövés után 51,0 ponttal a 7. helyen végzett

## Taekwondo
Férfi
| Versenyző    | Versenyszám | Nyolcaddöntő            | Negyeddöntő                | Elődöntő          | Vigaszág elődöntő | Bronz- mérkőzés   | Döntő             | Helyezés |
| Versenyző    | Versenyszám | Ellenfél Eredmény       | Ellenfél Eredmény          | Ellenfél Eredmény | Ellenfél Eredmény | Ellenfél Eredmény | Ellenfél Eredmény | Helyezés |
| ------------ | ----------- | ----------------------- | -------------------------- | ----------------- | ----------------- | ----------------- | ----------------- | -------- |
| Damir Fejzić | Pehelysúly  | Peter López (PER) · 5–3 | Martin Stamper (GBR) · 3–8 | kiesett           |                   |                   |                   | 9.       |

Női
| Versenyző        | Versenyszám | Nyolcaddöntő                  | Negyeddöntő                | Elődöntő                               | Vigaszág elődöntő        | Bronz- mérkőzés   | Döntő                            | Helyezés |
| Versenyző        | Versenyszám | Ellenfél Eredmény             | Ellenfél Eredmény          | Ellenfél Eredmény                      | Ellenfél Eredmény        | Ellenfél Eredmény | Ellenfél Eredmény                | Helyezés |
| ---------------- | ----------- | ----------------------------- | -------------------------- | -------------------------------------- | ------------------------ | ----------------- | -------------------------------- | -------- |
| Dragana Gladović | Pehelysúly  | Jade Jones (GBR) · 1–15       | kiesett                    | kiesett                                | Hamada Maju (JPN) · 2–15 | kiesett           |                                  | 7.       |
| Milica Mandić    | Nehézsúly   | Talitiga Crawley (SAM) · 16–2 | María Espinoza (MEX) · 6–4 | Anasztaszija Barisnyikova (RUS) · 11–3 |                          |                   | Anne-Caroline Graffe (FRA) · 9–7 |          |

## Tenisz
Férfi
| Versenyző                       | Versenyszám | 64-es főtábla                            | 32-es főtábla                                             | Nyolcaddöntő                                               | Negyeddöntő                                              | Elődöntő                     | Bronz- mérkőzés                        | Döntő             | Helyezés |
| Versenyző                       | Versenyszám | Ellenfél Eredmény                        | Ellenfél Eredmény                                         | Ellenfél Eredmény                                          | Ellenfél Eredmény                                        | Ellenfél Eredmény            | Ellenfél Eredmény                      | Ellenfél Eredmény | Helyezés |
| ------------------------------- | ----------- | ---------------------------------------- | --------------------------------------------------------- | ---------------------------------------------------------- | -------------------------------------------------------- | ---------------------------- | -------------------------------------- | ----------------- | -------- |
| Novak Đoković                   | Egyes       | Fabio Fognini (ITA) · 6–7(7–9), 6–2, 6–2 | Andy Roddick (USA) · 6–2, 6–1                             | Lleyton Hewitt (AUS) · 4–6, 7–5, 6–1                       | Jo-Wilfried Tsonga (FRA) · 6–1, 7–5                      | Andy Murray (GBR) · 5–7, 5–7 | Juan Martín del Potro (ARG) · 5-7, 4–6 |                   | 4.       |
| Janko Tipsarević                | Egyes       | David Nalbandian (ARG) · 6–3, 6–4        | Philipp Petzschner (GER) · 3–6, 6–3, 6–4                  | John Isner (USA) · 5–7, 6–7(14–16)                         | kiesett                                                  | kiesett                      | kiesett                                | kiesett           | 9.       |
| Viktor Troicki                  | Egyes       | Nicolás Almagro (ESP) · 4–6, 6–7(3–7)    | kiesett                                                   | kiesett                                                    | kiesett                                                  | kiesett                      | kiesett                                | kiesett           | 33.      |
| Janko Tipsarević Nenad Zimonjić | Páros       |                                          | Martin Kližan · Lukáš Lacko (SVK) · 6–3, 6–3              | Daniel Nestor · Vasek Pospisil (CAN) · 6–4, 6–7(5–7), 11–9 | Julien Benneteau · Richard Gasquet (FRA) · 4–6, 6–7(3–7) | kiesett                      | kiesett                                | kiesett           | 5.       |
| Novak Đoković Viktor Troicki    | Páros       |                                          | Johan Brunström · Robert Lindstedt (SWE) · 6–7(8–10), 3–6 | kiesett                                                    | kiesett                                                  | kiesett                      | kiesett                                | kiesett           | 17.      |

Női
| Versenyző       | Versenyszám | 64-es főtábla                     | 32-es főtábla                      | Nyolcaddöntő                   | Negyeddöntő       | Elődöntő          | Bronz- mérkőzés   | Döntő             | Helyezés |
| Versenyző       | Versenyszám | Ellenfél Eredmény                 | Ellenfél Eredmény                  | Ellenfél Eredmény              | Ellenfél Eredmény | Ellenfél Eredmény | Ellenfél Eredmény | Ellenfél Eredmény | Helyezés |
| --------------- | ----------- | --------------------------------- | ---------------------------------- | ------------------------------ | ----------------- | ----------------- | ----------------- | ----------------- | -------- |
| Ana Ivanović    | Egyes       | Christina McHale (USA) · 6–4, 7–5 | Elena Baltacha (GBR) · 6–4, 7–67–5 | Kim Clijsters (BEL) · 3–6, 4–6 | kiesett           | kiesett           | kiesett           | kiesett           | 9.       |
| Jelena Janković | Egyes       | Serena Williams (USA) · 3–6, 1–6  | kiesett                            | kiesett                        | kiesett           | kiesett           | kiesett           | kiesett           | 33.      |

Vegyes
| Versenyző                   | Versenyszám | Nyolcaddöntő                                            | Negyeddöntő       | Elődöntő          | Bronz- mérkőzés   | Döntő             | Helyezés |
| Versenyző                   | Versenyszám | Ellenfél Eredmény                                       | Ellenfél Eredmény | Ellenfél Eredmény | Ellenfél Eredmény | Ellenfél Eredmény | Helyezés |
| --------------------------- | ----------- | ------------------------------------------------------- | ----------------- | ----------------- | ----------------- | ----------------- | -------- |
| Ana Ivanović Nenad Zimonjić | Páros       | India (IND) · Szánija Mirza · Lijendar Pedzs · 2–6, 4–6 | kiesett           | kiesett           | kiesett           | kiesett           | 9.       |

## Úszás
Férfi
| Versenyző                                                       | Versenyszám          | Előfutam | Előfutam | Előfutam | Elődöntő | Elődöntő | Elődöntő | Döntő   | Döntő    |
| Versenyző                                                       | Versenyszám          | Idő      | Hely.    | Össz.    | Idő      | Hely.    | Össz.    | Idő     | Helyezés |
| --------------------------------------------------------------- | -------------------- | -------- | -------- | -------- | -------- | -------- | -------- | ------- | -------- |
| Radovan Siljevski                                               | 200 m gyors          | 1:51,40  | 2.       | 32.      | kiesett  | kiesett  | kiesett  | kiesett | kiesett  |
| Đorđe Marković                                                  | 400 m gyors          | 3:55,35  | 7.       | 23.      |          |          |          | kiesett | kiesett  |
| Milorad Čavić Velimir Stjepanović Ivan Lenđer Radovan Siljevski | 4 × 100 m gyorsváltó | 3:18,79  | 7.       | 13.      |          |          |          | kiesett | kiesett  |
| Szilágyi Csaba                                                  | 100 m mell           | 1:01,95  | 2.       | 31.      | kiesett  | kiesett  | kiesett  | kiesett | kiesett  |
| Milorad Čavić                                                   | 100 m pillangó       | 51,90    | 2.       | 5.       | 51,66    | 3.       | 4.       | 51,81   | 4.*      |
| Ivan Lenđer                                                     | 100 m pillangó       | 52,40    | 5.       | 18.      | kiesett  | kiesett  | kiesett  | kiesett | kiesett  |
| Velimir Stjepanović                                             | 200 m pillangó       | 1:54,99  | 1.       | 3.       | 1:55,13  | 4.       | 8.       | 1:55,07 | 6.       |

Női
| Versenyző             | Versenyszám | Előfutam | Előfutam | Előfutam | Elődöntő | Elődöntő | Elődöntő | Döntő   | Döntő    |
| Versenyző             | Versenyszám | Idő      | Hely.    | Össz.    | Idő      | Hely.    | Össz.    | Idő     | Helyezés |
| --------------------- | ----------- | -------- | -------- | -------- | -------- | -------- | -------- | ------- | -------- |
| Miroslava Najdanovski | 50 m gyors  | 26,46    | 7.       | 42.      | kiesett  | kiesett  | kiesett  | kiesett | kiesett  |
| Miroslava Najdanovski | 100 m gyors | 57,45    | 8.       | 35.*     | kiesett  | kiesett  | kiesett  | kiesett | kiesett  |
| Nađa Higl             | 200 m mell  | 2:28,38  | 8.       | 25.      | kiesett  | kiesett  | kiesett  | kiesett | kiesett  |

* - egy másik versenyzővel azonos eredményt ért el

## Vízilabda

### Férfi
| Szerb férfi vízilabdacsapat-játékoskeret                                                                             | Szerb férfi vízilabdacsapat-játékoskeret                                                                  |
| --- | --- |
| - Milan Aleksić - Filip Filipović - Živko Gocić - Dušan Mandić - Stefan Mitrović - Slobodan Nikić - Duško Pijetlović | - Gojko Pijetlović - Andrija Prlainović - Nikola Rađen - Aleksa Šaponjić - Slobodan Soro - Vanja Udovičić |

#### Eredmények
Csoportkör
B csoport
| Csapat                 | M | Gy | D | V | G+ | G– | Gk  | P |
| ---------------------- | - | -- | - | - | -- | -- | --- | - |
| Szerbia (SRB)          | 5 | 4  | 1 | 0 | 69 | 38 | +31 | 9 |
| Montenegró (MNE)       | 5 | 3  | 1 | 1 | 54 | 41 | +13 | 7 |
| Magyarország (HUN)     | 5 | 3  | 0 | 2 | 65 | 52 | +13 | 6 |
| Egyesült Államok (USA) | 5 | 3  | 0 | 2 | 43 | 44 | −1  | 6 |
| Románia (ROU)          | 5 | 1  | 0 | 4 | 48 | 55 | −7  | 2 |
| Nagy-Britannia (GBR)   | 5 | 0  | 0 | 5 | 28 | 77 | −49 | 0 |

| 2012. július 29. 15:30 (16:30) | Magyarország (HUN)   | 10–14       | Szerbia (SRB) | Water Polo Arena, London Játékvezetők: Sergi Sanchez (ESP), Massimiliano Caputi (ITA) |
| 2012. július 29. 15:30 (16:30) | (2–2, 1–3, 3–5, 4–4) |             |               | Water Polo Arena, London Játékvezetők: Sergi Sanchez (ESP), Massimiliano Caputi (ITA) |
| 2012. július 29. 15:30 (16:30) | három játékos 2      | Jegyzőkönyv | Prlainović 5  | Water Polo Arena, London Játékvezetők: Sergi Sanchez (ESP), Massimiliano Caputi (ITA) |

| 2012. július 31. 18:20 (19:20) | Szerbia (SRB)        | 21–7        | Nagy-Britannia (GBR) | Water Polo Arena, London Játékvezetők: Gus Pinker (RSA), Makita Kazuhiko (JPN) |
| 2012. július 31. 18:20 (19:20) | (3–3, 7–2, 6–1, 5–1) |             |                      | Water Polo Arena, London Játékvezetők: Gus Pinker (RSA), Makita Kazuhiko (JPN) |
| 2012. július 31. 18:20 (19:20) | Prlainović 5         | Jegyzőkönyv | Figes 3              | Water Polo Arena, London Játékvezetők: Gus Pinker (RSA), Makita Kazuhiko (JPN) |

| 2012. augusztus 2. 14:10 (15:10) | Montenegró (MNE)     | 11–11       | Szerbia (SRB) | Water Polo Arena, London Játékvezetők: Georgios Stavridis (GRE), Massimiliano Caputi (ITA) |
| 2012. augusztus 2. 14:10 (15:10) | (1–3, 2–1, 5–4, 3–3) |             |               | Water Polo Arena, London Játékvezetők: Georgios Stavridis (GRE), Massimiliano Caputi (ITA) |
| 2012. augusztus 2. 14:10 (15:10) | Ivović 3             | Jegyzőkönyv | Prlainović 5  | Water Polo Arena, London Játékvezetők: Georgios Stavridis (GRE), Massimiliano Caputi (ITA) |

| 2012. augusztus 4. 19:40 (20:40) | Szerbia (SRB)        | 11–6        | Egyesült Államok (USA) | Water Polo Arena, London Játékvezetők: Sergi Sanchez (ESP), Massimiliano Caputi (ITA) |
| 2012. augusztus 4. 19:40 (20:40) | (4–1, 1–2, 3–1, 3–2) |             |                        | Water Polo Arena, London Játékvezetők: Sergi Sanchez (ESP), Massimiliano Caputi (ITA) |
| 2012. augusztus 4. 19:40 (20:40) | Udovičić 3           | Jegyzőkönyv | Bailey 2               | Water Polo Arena, London Játékvezetők: Sergi Sanchez (ESP), Massimiliano Caputi (ITA) |

| 2012. augusztus 6. 14:10 (15:10) | Románia (ROU)        | 4–12        | Szerbia (SRB)     | Water Polo Arena, London Játékvezetők: Ulrich Spiegel (GER), Steven Rotsart (USA) |
| 2012. augusztus 6. 14:10 (15:10) | (0–3, 1–3, 0–4, 3–2) |             |                   | Water Polo Arena, London Játékvezetők: Ulrich Spiegel (GER), Steven Rotsart (USA) |
| 2012. augusztus 6. 14:10 (15:10) | négy játékos 1       | Jegyzőkönyv | Nikić, Mitrović 3 | Water Polo Arena, London Játékvezetők: Ulrich Spiegel (GER), Steven Rotsart (USA) |

Negyeddöntő
| 2012. augusztus 8. 15:50 (16:50) | Ausztrália (AUS)       | 8–11        | Szerbia (SRB) | Water Polo Arena, London Játékvezetők: Sergi Sanchez (ESP), Steven Rotsart (USA) |
| 2012. augusztus 8. 15:50 (16:50) | (3–2, 4–2, 1–2, 0–5)   |             |               | Water Polo Arena, London Játékvezetők: Sergi Sanchez (ESP), Steven Rotsart (USA) |
| 2012. augusztus 8. 15:50 (16:50) | Campbell, Beadsworth 2 | Jegyzőkönyv | Filipović 3   | Water Polo Arena, London Játékvezetők: Sergi Sanchez (ESP), Steven Rotsart (USA) |

Elődöntő
| 2012. augusztus 10. 19:50 (20:50) | Olaszország (ITA)    | 9–7         | Szerbia (SRB) | Water Polo Arena, London Játékvezetők: Sergi Sanchez (ESP), Adrian Alexandrescu (ROU) |
| 2012. augusztus 10. 19:50 (20:50) | (4–2, 2–2, 2–1, 1–2) |             |               | Water Polo Arena, London Játékvezetők: Sergi Sanchez (ESP), Adrian Alexandrescu (ROU) |
| 2012. augusztus 10. 19:50 (20:50) | Gallo 3              | Jegyzőkönyv | Udovičić 3    | Water Polo Arena, London Játékvezetők: Sergi Sanchez (ESP), Adrian Alexandrescu (ROU) |

Bronzmérkőzés
| 2012. augusztus 12. 14:30 (15:30) | Montenegró (MNE)     | 11–12       | Szerbia (SRB) | Water Polo Arena, London Játékvezetők: Massimiliano Caputi (ITA), Georgios Stavridis (GRE) |
| 2012. augusztus 12. 14:30 (15:30) | (2–3, 3–1, 5–4, 1–4) |             |               | Water Polo Arena, London Játékvezetők: Massimiliano Caputi (ITA), Georgios Stavridis (GRE) |
| 2012. augusztus 12. 14:30 (15:30) | Ivović 3             | Jegyzőkönyv | Filipović 3   | Water Polo Arena, London Játékvezetők: Massimiliano Caputi (ITA), Georgios Stavridis (GRE) |

| Csapat        | Helyezés |
| ------------- | -------- |
| Szerbia (SRB) |          |